# Cândido da Fonseca Galvão
Cândido da Fonseca Galvão, também conhecido como Dom Obá II d'África (Lençóis, 1845 — 1890) foi um fidalgo e militar brasileiro. Filho de africanos forros, seu pai, Bemvindo da Fonseca Galvão, era filho de Abiodun, o obá do Império de Oió. Cândido intitulava-se “príncipe Dom Obá II”, referindo-se a seu pai como “príncipe Dom Obá I”.
Alistou-se voluntariamente para lutar na Guerra do Paraguai e, devido à grande bravura que demonstrou, foi condecorado como oficial honorário do Exército brasileiro. Depois da Guerra, fixou-se no Rio de Janeiro, tornando-se uma figura muito conhecida da sociedade carioca. Foi amigo pessoal do Imperador Pedro II. Entre os negros e mulatos do Rio de Janeiro, era reverenciado especialmente por sua representatividade, como neto do obá Abiodum.
Dom Obá tinha o hábito de realizar anualmente uma visita oficial ao Paço, onde era recebido como herdeiro de seu avô. Foi defensor da monarquia brasileira, atuou na campanha abolicionista e no combate ao racismo. 
Com a queda do Império, em 1889, foi perseguido pelos republicanos, que cassaram seu posto de alferes. Morreu logo depois, em julho de 1890. 

## Vida
Cândido da Fonseca Galvão, filho de Bemvindo da Fonseca Galvão, neto de Abiodun, Alafim de Oió. Nasceu em 1845, em Lençóis, na província da Bahia. 
Em 1865, Cândido da Fonseca Galvão junto com mais 30 voluntários de Lençóis alistaram-se na 3.ª Companhia de Zuavos Baianos, incorporada ao 29.º Corpo de Voluntários da Pátria, para lutar na Guerra do Paraguai, onde alcançou a patente de alferes e dispensado em março de 1866. A 3.ª Companhia de Zuavos Baianos, sob o comando do então tenente João Francisco Barbosa de Oliveira, era uma das onze Companhias de Zuavos Baianos, organizadas pelo presidente da província da Bahia Luís Antônio Barbosa de Almeida. 
Depois da morte de seu pai, em 31 de Outubro de 1877 que contava com 98 anos de idade, e com o apoio de Alufá Ajasé, Leopoldo Lando, Vicente Domingos Amando, Bernardo Abdulai Bembé e Joaquim Alufá, Cândido da Fonseca Galvão declara-se príncipe de Oió, situado nos domínios da coroa de Portugal na África Ocidental. 
Cândido da Fonseca Galvão casou-se com Maria Sophia Victoria da Conceição Galvão que faleceu em 26 de Novembro de 1887. Tiveram dois filhos: 
- Vicente Obá III d'África (1882)
- Paschoal Obá VI d'África (1886)[11]

Durante o último quartel do século XIX, procurou o reconhecimento no Império do Brasil e a sua nomeação para diplomata plenipotenciário do Brasil em Lagos, e para tal, compareceu a cada beija-mão ao Imperador e a Princesa Imperial do Brasil. 
O príncipe Obá II foi diversas ocasiões preso. 
Morreu em dia 8 de Julho de 1890 na sua residência na rua Barão de S. Felix, 26, no Rio de Janeiro 